# 矮齒方奇氏甲鯰
矮齒方奇氏甲鯰，為輻鰭魚綱鯰形目甲鯰科的其中一種，為熱帶淡水魚，分布於南美洲秘魯淡水流域，體長可達17.5公分，棲息在海拔600-700公尺的岩石底質溪流底層水域，生活習性不明。